# Víctor Mollejo
Víctor Mollejo Carpintero (ur. 21 stycznia 2001 w Alcázar de San Juan) – hiszpański piłkarz występujący na pozycji napastnika w hiszpańskim klubie RCD Mallorca. Wychowanek Atlético Madryt, w trakcie swojej kariery grał także w takich zespołach, jak Deportivo La Coruña oraz Getafe. Młodzieżowy reprezentant Hiszpanii.